# Éverton Santos
Éverton Leandro dos Santos Pinto, mais conhecido como Éverton Santos (São José dos Campos, 14 de outubro de 1986), é um ex-futebolista brasileiro que atuava como atacante.

## Carreira

### Início
Começou sua carreira no São José em 2005, (time de sua cidade natal). Tinha o apelido de Paraíba ou Paraíbinha. Em 2005/2006 atuou pelo Santo André. Após isso, ainda em 2006, transferiu-se para o São Bernardo, onde teve atuação destacada na Copa Federação Paulista de Futebol. Foi então contratado pelo Bragantino para a disputa do Campeonato Paulista de 2007. No time de Bragança Paulista, foi eleito uma das revelações do Campeonato. O bom time foi bem no Campeonato Paulista, conquistando uma das vagas para as semi-finais. Éverton marcou 6 gols na competição, além de importantes atuações.

### Corinthians
Quatro jogadores do Bragantino foram contratados pelo Corinthians. Além de Éverton (que em virtude de já haver no elenco do Timão outro Éverton passou a ser chamado de Éverton Santos), foram contratados o goleiro Felipe e o zagueiro Zelão. Semanas depois, foram contratados o zagueiro Kadu e o volante Moradei.
O trio vindo do Bragantino - Éverton Santos, Zelão e Felipe - estreou entre os titulares no Corinthians já no primeiro jogo da equipe no Campeonato Brasileiro de 2007.  O jogador se destacou no começo do campeonato e caiu nas graças da torcida corintiana. Porém, depois de várias contusões, não conseguiu repetir as mesmas atuações e participou do plantel rebaixado para a Série B.

### PSG e Fluminense
No começo de 2008, Éverton assinou um contrato de quatro anos e meio com o PSG, da França, e é apresentado junto com Souza do São Paulo, no dia 1 de fevereiro em 2008. Em agosto do mesmo ano, foi emprestado para o Fluminense pelo período de doze meses. Fez seu primeiro gol pelo Fluminense no jogo contra o Tigres, válido pelo Campeonato Carioca de 2009. Ajudando mais ainda marcando o segundo gol que garantiu a vitória sobre 4 a 0 Tigres e a classificação para as semi-finais. Desde então Éverton desatou a fazer gols, marcando o seu terceiro com a camisa do Fluminense na estréia da Copa do Brasil, e outros no Campeonato Carioca.
No dia 22 de julho de 2008, foi emprestado novamente pelo PSG, para o Albirex Niigata.

### Goiás
Em 2010, o jogador acertou contrato com o Goiás.

### Ponte Preta e Seongnam Ilhwa Chunma
Em 2011, o jogador acertou empréstimo com a Ponte Preta.
No dia 17 de março de 2011, o PSG antecipou fim do empréstimo, e Éverton Santos deixa a Ponte Preta e é negociado com o Seongnam Ilhwa Chunma da Coréia do Sul.
No dia 26 de fevereiro de 2013, Éverton Santos foi contratado pela Ponte Preta.

### Figueirense
Em outubro de 2013, foi emprestado ao Figueirense, onde ajudou a alcançar o principal objetivo da equipe, a Série A do Campeonato Brasileiro de 2014, além de ser o protagonista do último jogo do ano, fazendo o gol do acesso. Em dezembro de 2013 assinou mais um ano de contrato com o Furacão do Estreito. Em 2014, Éverton Santos foi peça fundamental na conquista do 16º título do Campeonato Catarinense.

### Seoul
Acertou sua transferência para o Seoul, durante a Copa do Mundo de 2014.

### Ulsan
Acertou a transferência para o Ulsan Hyundai em 2015.

### Figueirense
Em 30 de dezembro de 2015, acertou sua volta para o Figueirense para a disputa da temporada 2016.

### Santa Cruz
No dia 7 de janeiro de 2017 é anunciado como novo reforço do Santa Cruz para a temporada 2017.

### Mumbai City
Acertou com o Mumbai para a liga indiana, além de seu colega de infância e ex-Santa Cruz Léo Costa.

### Botafogo-SP
Após o final do Campeonato Indiano, Éverton Santos acertou com o Botafogo-SP.

### Lemense
Em janeiro de 2022, após a não renovação de contrato com o Figueirense em dezembro de 2021, foi apresentado oficialmente como jogador do Lemense.

## Títulos
Seongnam
- Korean FA Cup: 2011

Ponte Preta
- Campeonato Paulista do Interior: 2013

Figueirense
- Campeonato Catarinense: 2014
- Copa Santa Catarina: 2021

Santa Cruz
- Troféu Asa Branca: 2017

## Prêmios individuais
Figueirense
- Prêmio Top da Bola - Melhor Atacante do Campeonato Catarinense: 2014[7]